# Syndrome tricho-rhino-phalangien type 2
Le syndrome de Langer-Giedion, ou syndrome tricho-rhino-phalangien de type 2, est caractérisé par l'association d'un déficit intellectuel et de nombreuses anomalies incluant :
- nez bulbeux,
- oreilles décollées,
- cheveux clairsemés,
- épiphyses des phalanges en cône,
- exostoses cartilagineuses multiples.

Ce syndrome est dû à une microdélétion chromosomique de la région 8q23.3-q24.13 entraînant la perte d'au moins deux gènes : TRPS1 et EXT1.

## Sources
- Page spécifique sur Orphanet
- (en) Online Mendelian Inheritance in Man, OMIM (TM). Johns Hopkins University, Baltimore, MD. MIM Number:150230